# Греко, Жюльетт
Жюльетт Греко́ (фр. Juliette Gréco, 7 февраля 1927 — 23 сентября 2020) — французская актриса и певица.

## Биография
Жюльетт родилась 7 февраля 1927 года в городе Монпелье на юге Франции. Её отец был уроженцем Корсики, мать — француженкой. Воспитанием маленькой Жюльетт занимались родители матери. Во время Второй мировой войны Жюльетт, последовав примеру матери, вступила в Сопротивление и даже была арестована, но избежала высылки из-за юного возраста. В 1946 году Жюльетт переехала в Париж, после того как её мать покинула Францию и отправилась в Индокитай вместе с моряками Военно-морского флота.
Вскоре Жюльетт становится одной из звёзд послевоенной Франции, воплотив в своих песнях разочарование и бедность французской интеллигенции, последовавшие после Второй мировой войны. Её образ того времени складывался из чёрного наряда и чёрных длинных развевающихся волос.
Греко часто посещала различные кафе Сан-Жермена, где вращалась в политических и философских кругах местной богемы. Там же она познакомилась с Майлзом Дэвисом и Жаном Кокто; последний даже предложил ей небольшую роль в своём фильме «Орфей» в 1949 году. Голливудский продюсер и режиссёр Дэррил Ф. Занук часто приглашал её в свои фильмы 1960—1970 годы, но она часто  отказывала ему с большими скандалами, которые волновали артистическую публику Франции. 
Греко трижды была замужем. Её вторым мужем был французский актёр Мишель Пикколи, с которым она прожила с 1966 по 1977 год. В 1988 году она вышла замуж за пианиста и своего аккомпаниатора Жерара Жуане (Gérard Jouannest, род. 2 мая 1933), в браке с которым состояла до его смерти 16 мая 2018 года.
Скончалась 23 сентября 2020 года в возрасте 93 лет.

## Знаменитые песни
- «Si tu t’imagines» (1950)
- «Je suis comme je suis» (1951)
- «Les Dames de la poste» (1952)
- «Déshabillez-moi» (1967)

## Избранная фильмография
- Орфей (1950) — Аглаонис
- Елена и мужчины (1957) — Миарка
- И восходит солнце (1957) — Жоржет
- Корни неба (1958) — Мина
- Трещина в зеркале (1960) — Эпонина / Флоранс
- Большая игра (1961) — Мэри
- Хижина дяди Тома (1965) — Дина
- Ночь генералов (1967) — Жюльетт
- Лили, полюби меня (1975) — Фло
- Бельфегор — призрак Лувра (2001) — Женщина
- Торжество Эдерманна (2002) — Ивонн Бекер

## Документальные фильмы
- 2015: Жюльетт Греко — свободная женщина / Juliette Gréco, une femme libre (реж. Валери Инизан и Жером Брейер)